# 高傒
高 傒（こう けい、? - 紀元前637年）は、中国春秋時代の斉の卿である。姓は姜、氏は高、諱は傒、字は仲、諡は敬（敬仲）。呂尚の九世の孫で、文公の子の公子高の孫。渤海高氏と范陽盧氏の始祖。

## 人物
紀元前686年、公孫無知らが謀って、襄公を殺害し、自ら斉公に即位した。高傒らは、謀反を鎮圧し、桓公を君主に擁立し、桓公をよく補佐した。
高傒は盧を領地としていたため、盧氏とも呼ばれた。